# Tverska ulica
Tverska ulica (rusko: Тверская улица, IPA: [tvʲɪrˈskajə ˈulʲɪt͡sə], Tverskaja ulica), med letoma 1935 in 1990 Ulica Gorkega (rusko улица Горького), je glavna radialna cesta v Moskvi. Cesta poteka od centralnega trga Manežna ploščad proti severozahodu v smeri Sankt Peterburga do Vrtnega obroča. Po njej je poimenovan Tverski rajon. Cesta se nadaljuje kot Prva Tverska-Jamska ulica, Leningradski prospekt in Leningradsko šose.
Turistom govorijo, da je Tverska ulica obstajala že v 12. stoletju. Njen pomen za srednjeveško mesto je bil izjemen, saj je Moskvo povezovala z njenim večjim in pozneje glavnim rivalom, Tverom. Takrat je ulica prečkala reko Neglino. Prvi kamnit most čez Neglino je bil postavljen leta 1595.
V 17. in 18. stoletju je bila Tverska ulica center družabnega življenja. Za plemstvo je bilo življenje v tem rajonu modno.
V imperialnem obdobju je bil pomen ulice poudarjen tako, da so carji po njej prispeli s severne prestolnice v Kremelj. Ob kronanjih je bilo zgrajenih več slavolokov.
Proti koncu 19. stoletja je bila ulica rekonstruirana tako, da so se neoklasični dvorci umaknili grandioznim poslovnim stavbam v eklektični mešanici zgodovinskih slogov. Primer je eklektični Hotel Nacional (1901–1903), katerega notranjost je znamenit primer ruskega art nouveau.
Med rusko revolucijo in dvigom stalinske arhitekture sredi 30. let 20. stoletja je ulica pridobila tri modernistične stavbe: konstruktivistično stavbo Izvestija Grigorija Barhina (1925–1927), modernistično centralno stavbo telegrafa Ivana Rerberga (1927–29) in veliko »črno kocko« Leninovega inštituta Stjepana Černišovega (1926).
Ulica je bila leta 1932 preimenovana po Maksimu Gorkem, ruskem piscu in revolucionarju, ki sta ga občudovala tako Vladimir Lenin kot Josif Stalin.

## Vir
- Benedetti, Jean. 1999. Stanislavski: His Life and Art. Revised edition. Original edition published in 1988. London: Methuen. ISBN 0-413-52520-1.